# Selfish Yates
Selfish Yates è un film muto del 1918 diretto da William S. Hart. Di genere western, ha nel ruolo del protagonista lo stesso regista, affiancato da Jane Novak, Bert Sprotte e Harry Dunkinson.

## Trama
Dopo un periglioso attraversamento delle zone desertiche, Mary e la sorella Betty raggiungono la città di Thirsty Center insieme al padre ormai morente. Mary trova lavoro come sguattera e donna delle pulizie nel saloon di Yates, che tutti chiamano normalmente con il soprannome di Selfish (egoista). Ben presto, Selfish viene toccato dal carattere dolce e affettuoso di Mary e, quando la ragazza sarà aggredita dal gestore del saloon, "Rocking Chair" Riley, Selfish riuscirà a salvarla. In paese, gli abitanti vorrebbero linciare Riley, ma Mary, benché ferita e sofferente, chiede a Selfish di aiutarlo a fuggire. Tornato al capezzale della ragazza, Selfish l'assiste. Mary, delirando, rivela di amarlo: lui, commosso, promette di dimenticare ciò che è stato fino a quel momento, dedicandosi tutto all'amore di Mary.

## Produzione
Il film fu prodotto dalla William S. Hart Productions.

## Distribuzione
Il copyright del film, richiesto dalla William S. Hart Productions, Inc., fu registrato il 25 aprile 1918 con il numero LP12356.
Distribuito dalla Paramount Pictures, il film - presentato da Thomas H. Ince - fu proiettato in prima il 12 maggio 1918 al Rivoli Theatre di New York per poi uscire in distribuzione nelle sale il 20 maggio.
Copia della pellicola si trova conservata negli archivi del Museum of Modern Art.